# 珮卓·阿曼多·卡烏希爾
珮卓·阿曼多·卡烏希爾（西班牙語：Pedro Armando Causil，1991年4月14日—），哥倫比亞男子滑輪運動員。2009年高雄男子1000公尺爭先賽與男子300公尺計時賽中代表2009年世界運動會哥倫比亞代表團获得金牌與铜牌。

## 競速滑冰
他凭借2017–18赛季世界杯分站赛的表现获得2018年冬季奧林匹克運動會競速滑冰比賽男子500米和男子1000米项目的参赛资格，他也成为了史上首位获得速度滑冰奥运资格的南美洲运动员。